# Heliogomphus blandulus
Heliogomphus blandulus – gatunek ważki z rodziny gadziogłówkowatych (Gomphidae).